# Emperador Ruizong de Tang
El emperador Ruizong de Tang (22 de junio de 662 – 13 de julio de 716), nombre personal Li Dan, conocido en diferentes momentos de su vida como Li Xulun, Li Lun, Wu Lun y Wu Dan, fue el quinto y noveno emperador de la dinastía Tang china. Fue el octavo hijo del emperador Gaozong y el cuarto hijo de la segunda esposa del emperador Gaozong, emperatriz Wu. Fue completamente una figura decorativa durante su primer reinado cuando estaba controlado por su madre, y fue el gobernante titular y títere del Imperio Tang de 684 a 690. Durante su segundo reinado tras la muerte de su madre, un poder e influencia significativos fueron ejercidos por su hermana, la princesa Taiping.
En febrero de 684, la madre de Li Dan, la emperatriz Wu, degradó a su hermano mayor emperador Zhongzong (Li Xian) quien había intentado gobernar libre de su madre y lo nombró emperador (como emperador Ruizong). Sin embargo, el emperador Ruizong fue una figura decorativa vacía bajo el control de su madre y no tenía poder real, ni siquiera nominalmente, su nombre no se incluía en los documentos o órdenes emitidos. Ni siquiera podía moverse libremente por su residencia privada, mucho menos atender los asuntos gubernamentales. Desde entonces en adelante, la dinastía Tang existió solo de nombre y la emperatriz viuda Wu gobernó China durante más de seis años como cuasi-emperatriz. La emperatriz Wu, cómoda con el imperio completamente bajo su control, decidió finalmente tomar el trono, así que en octubre de 690 el emperador Ruizong cedió el trono imperial a su madre, quien se instaló como emperatriz reinante – la única mujer en la historia china en gobernar con este título. Ella emitió un decreto que terminó con la dinastía Tang y fundó la dinastía Zhou.
El emperador Ruizong fue reducido a la posición de príncipe heredero, con el título poco convencional de Huangsi (皇嗣, «sucesor imperial»). En los años siguientes, los sobrinos de la emperatriz Wu, Wu Chengsi y Wu Sansi, intentaron que uno de ellos fuera nombrado heredero al trono, pero Wu Zetian resistió estas peticiones. Eventualmente, en octubre de 698, enfrentada a una invasión extranjera y descontento interno, la emperatriz Wu aceptó la sugerencia del canciller Di Renjie y llamó de vuelta al exiliado Li Xian a la capital Luoyang. Pronto, Li Dan ofreció ceder la posición de príncipe heredero a su hermano mayor, y Li Xian se convirtió en príncipe heredero en su lugar.
En 705, un golpe de Estado derrocó a Wu Zetian y restauró al emperador Zhongzong en el trono. Los cinco años del reinado del emperador Zhongzong estuvieron dominados por la emperatriz consorte de Zhongzong, emperatriz Wei. A principios de julio de 710, el emperador Zhongzong murió, supuestamente envenenado por la emperatriz Wei quien luego nombró al hijo menor de Zhongzong, Li Chongmao, el Príncipe de Wen, emperador (como emperador Shang). Apenas dos semanas después, la hermana de Li Dan, princesa Taiping, y el hijo de Li Dan, Li Longji, el Príncipe de Linzi, lanzaron un golpe que resultó en la muerte de la emperatriz Wei. La princesa Taiping, Li Longji y el hermano de Li Longji, Li Chengqi, el Príncipe de Song, entonces persuadieron a Li Dan para que tomara el trono él mismo, y él estuvo de acuerdo, retornando al trono en lugar del emperador Shang. Li Longji, aunque no era el hijo mayor, fue nombrado príncipe heredero debido a sus logros.
Pronto, sin embargo, surgieron tensiones entre la princesa Taiping, quien tenía un poder inmenso, la confianza total del emperador y muchos seguidores, y Li Longji (quien fue nombrado príncipe heredero). Li Longji criticaba constantemente a su tía por influir en la administración de su padre, lo cual fue en vano, en cambio, la princesa Taiping también respondió a la propuesta de removerlo del puesto de príncipe heredero, lo cual fue en vano. Eventualmente, en septiembre de 712, el emperador Ruizong, creyendo que los signos astrológicos pedían un cambio de emperadores, abdicó en favor de Li Longji (como emperador Xuanzong). Sin embargo, a sugerencia de la princesa Taiping, el emperador Ruizong, ahora portando el título de Taishang Huang (emperador retirado), continuó ejerciendo el poder real y superior. Esto permitió a la princesa Taiping seguir participando y teniendo influencia en los asuntos gubernamentales sin cambios y aún tenía el poder de resistir obstinadamente y luchar amargamente contra Li Longji (ahora emperador Xuanzong). Finalmente, en 713, sospechando que la princesa Taiping planeaba un golpe, el emperador Xuanzong actuó primero, matando a sus asociados y forzándola a suicidarse. Tras la muerte de la princesa Taiping, el emperador Ruizong mismo cedió los poderes imperiales al emperador Xuanzong y dejó la escena gubernamental. Murió en 716.

## Antecedentes
Li Xulun nació en 662, como el hijo menor del emperador Gaozong y su segunda esposa emperatriz Wu (más tarde conocida como Wu Zetian). Más tarde ese año, fue nombrado Príncipe de Yin. En 664, fue nominalmente hecho comandante en la prefectura de Ji (冀州, Hengshui moderna, Hebei) y el Protectorado General de Chanyu (con sede en la moderna Hohhot, Mongolia Interior). Se decía que, al crecer, se hizo conocido por su humildad, el amor por sus hermanos y su talento en caligrafía. En 666, su título fue cambiado a Príncipe de Yu. En 669, su título fue cambiado a Príncipe de Ji, y su nombre fue cambiado de Xulun a Lun. En 675, su título fue cambiado a Príncipe de Xiang. En 678, su título fue cambiado de vuelta a Príncipe de Yu, y su nombre fue ulteriormente cambiado a Li Dan. También fue hecho prefecto de la prefectura de Luo (洛州), la prefectura que contenía la capital oriental Luoyang. En algún momento entre 676 y 679, se casó con su esposa princesa Liu.
El emperador Gaozong murió en 683 y fue sucedido por el hermano mayor de Li Dan, Li Zhe, el príncipe heredero (como emperador Zhongzong), pero la emperatriz Wu retuvo el poder como emperatriz viuda y regente. El emperador Zhongzong fue una figura decorativa, y la emperatriz viuda Wu estaba únicamente a cargo de los asuntos del imperio. En 684, cuando el emperador Zhongzong mostró signos de independencia, ella lo depuso y lo reemplazó con Li Dan (como emperador Ruizong), pero ejerció el poder aún más firmemente. De hecho, ella alojó al emperador Ruizong en un palacio diferente, incluso le prohibió moverse por su residencia personal y no le permitió reunirse con los oficiales imperiales o dar opiniones sobre los asuntos de estado, con el emperador Ruizong ni siquiera aprobando nominalmente las acciones oficiales. La esposa del emperador Ruizong, la princesa Liu, fue nombrada emperatriz, mientras que su hijo Li Chengqi fue nombrado príncipe heredero.

## Primer reinado: regencia de la emperatriz Wu y destronamiento
Poco después de que el emperador Ruizong tomara el trono, la emperatriz viuda Wu llevó a cabo un cambio importante de nombres de oficinas gubernamentales y estandartes. Ella, que no quería la capital Chang'an, también elevó el estatus de Luoyang, haciéndola una co-capital igual con Chang'an. Además, a sugerencia de su sobrino Wu Chengsi, construyó un templo ancestral para cinco generaciones de sus ancestros y tuvo al emperador Ruizong nombrarlos príncipes póstumamente.
En el otoño de 684, Li Jingye, el Duque de Ying (el nieto del fallecido general Li Ji), comenzó una rebelión contra la emperatriz viuda Wu en la prefectura de Yang, buscando la restauración del emperador Zhongzong. La emperatriz viuda Wu, en respuesta, envió al general Li Xiaoyi (李孝逸), asistido por los generales Li Zhishi (李知十) y Ma Jingchen (馬敬臣) para suprimir la rebelión de Li Jingye, y Li Xiaoyi lo hizo rápidamente. Mientras tanto, creyendo que el canciller Pei Yan estaba socavando su autoridad, ella ejecutó a Pei bajo la acusación de traición y degradó a un gran número de oficiales y generales que se atrevieron a hablar en defensa de Pei, ejecutando a algunos de ellos más tarde.
En 686, la emperatriz viuda creó una serie de cajas de bronce diseñadas para fomentar informes secretos de crímenes. También comenzó a retener un grupo de oficiales de policía secreta para llevar a cabo tortura e interrogatorio de personas sospechosas de oponerse a su gobierno, incluyendo a Suo Yuanli, Zhou Xing y Lai Junchen. En una ocasión, ofreció devolver las autoridades imperiales al emperador Ruizong, pero el emperador Ruizong sabía que ella no tenía la intención real de hacerlo, y por lo tanto declinó. Ella a partir de entonces retomó el ejercicio de los poderes imperiales.
El emperador Ruizong se había mantenido completamente al margen de los asuntos políticos durante estos años, pero hizo una excepción en 687 cuando la emperatriz viuda Wu creyó que el canciller Liu Yizhi, quien había servido previamente en su personal cuando era príncipe, en quien ella había confiado y promovido, se había vuelto en su contra al favorecer que ella devolviera las autoridades imperiales al emperador Ruizong. Ella tuvo a Liu acusado de corrupción y arrestado, y el emperador Ruizong escribió personalmente una petición para solicitarle que perdonara a Liu—lo cual, sin embargo, como Liu observó, tuvo el efecto opuesto, y ella ordenó a Liu que se suicidara.
En 688, temiendo que la emperatriz viuda Wu estuviera usando una ceremonia para adorar al dios del río Luo (洛水, que fluye cerca de Luoyang) como una excusa para convocarlos a Luoyang para masacrarlos, los príncipes imperiales consideraron la rebelión, y una fue lanzada por el tío del emperador Ruizong Li Zhen, el Príncipe de Yue, y el hijo de Li Zhen Li Chong, el Príncipe de Langye, afirmando que el emperador Ruizong estaba bajo arresto y necesitaba ser rescatado. Sin embargo, tanto Li Zhen como Li Chong fueron rápidamente derrotados; Li Chong fue muerto en batalla, mientras que Li Zhen se suicidó. La emperatriz viuda Wu usó esta oportunidad para llevar a cabo una purga importante de miembros senior del clan imperial Li, incluyendo a los grandetíos del emperador Ruizong, Li Yuanjia (李元嘉), el Príncipe de Han, y Li Lingkui (李靈夔), el Príncipe de Lu.
En 690, la emperatriz viuda Wu recibió varias peticiones de que tomara el trono ella misma, y el emperador Ruizong también presentó tal petición. Ella aceptó, y tomó el trono como «emperatriz reinante», estableciendo una nueva dinastía Zhou e interrumpiendo la dinastía Tang. Degradó al emperador Ruizong a la posición de príncipe heredero (con el título inusual Huangsi (皇嗣)), y cambió su nombre de nuevo a Lun. Además, lo tuvo que tomar su apellido familiar de Wu.

## Reinado de Wu Zetian
A pesar del hecho de que Wu Zetian nombró a Li Dan príncipe heredero, ella consideró nombrar a uno de sus sobrinos, Wu Chengsi, el Príncipe de Wei, o Wu Sansi, el Príncipe de Liang, príncipe heredero, y una campaña de petición para que Wu Chengsi fuera nombrado príncipe heredero alcanzó su pico en 691. Los cancilleres Cen Changqian y Ge Fuyuan incluso fueron ejecutados por oponerse a ello, pero Wu Zetian nunca llevó a cabo el cambio, y cuando el líder de la campaña de petición, Wang Qingzhi (王慶之), fue golpeado hasta la muerte por el oficial Li Zhaode, la campaña de petición se disipó.
Mientras tanto, en 693, la dama de compañía de Wu Zetian, Wei Tuan'er (韋團兒), quien estaba resentida con Li Dan por razones perdidas en la historia, acusó falsamente a la esposa de Li Dan, la princesa Heredera Liu, y a la concubina Consorte Dou de brujería, y Wu Zetian mató a la princesa Heredera Liu y a la Consorte Dou. Por miedo a ofender a Wu Zetian, Li Dan no se atrevió a llorar por ninguna de las dos y continuó comportándose normalmente. Cuando Wei Tuan'er intentó acusar falsamente a Li Dan de nuevo, alguien, a su vez, reportó sus actividades a Wu Zetian, y Wu Zetian la ejecutó. Aún así, a partir de entonces, los hijos de Li Dan fueron degradados en rango y mantenidos bajo vigilancia segura. Más tarde en 693, los oficiales Pei Feigong (裴匪躬) y Fan Yunxian (范雲仙) fueron ejecutados por reunirse con Li Dan en secreto, y hubo acusaciones de que Li Dan estaba planeando rebelarse contra Wu Zetian. Wu Zetian ordenó que los oficiales no se reunieran con Li Dan, y además arrestó a sus sirvientes para interrogarlos. El oficial de policía secreta Lai Junchen torturó a los sirvientes de Li Dan, y muchos de ellos, incapaces de soportar la tortura, consideraron implicar falsamente a Li Dan. Uno de ellos, An Jinzang, sin embargo, se abrió el vientre y proclamó la inocencia de Li Dan. Cuando Wu Zetian escuchó esto, envió médicos imperiales para salvar a An, e impresionada por la disposición de An a morir para mostrar la inocencia de Li Dan, terminó la investigación contra Li Dan.
En 698, después de que Wu Zetian hubiera, por el aliento de los cancilleres Di Renjie, Wang Fangqing y Wang Jishan, así como su allegado cercano Ji Xu y amantes Zhang Yizhi y Zhang Changzong, llamado a Li Zhe del exilio, Li Dan ofreció ceder la posición de príncipe heredero a Li Zhe. Wu Zetian estuvo de acuerdo y nombró a Li Zhe príncipe heredero (cambiando su nombre inicialmente de vuelta a Li Xian y luego a Wu Xian) y a Li Dan el Príncipe de Xiang.
En 699, Wu Zetian, temerosa de que tras su muerte Li Xian y los príncipes del clan Wu no pudieran coexistir pacíficamente, hizo que Li Xian, Li Dan, su hermana princesa Taiping, su esposo Wu Youji (sobrino de Wu Zetian), y los otros príncipes del clan Wu juraran un juramento entre ellos y leyeran los juramentos a los dioses. Los juramentos fueron luego grabados en hierro y guardados en los archivos imperiales. Más tarde ese año, las restricciones sobre sus hijos y los de Li Xian fueron levantadas, y se les permitió vivir fuera del palacio.
En 701, cuando hubo una incursión por el khan oriental Ashina Mochuo, Li Dan fue puesto al mando de un ejército para defenderse del ataque, pero antes de que el ejército pudiera ser lanzado, Ashina Mochuo se retiró. Posteriormente, Li Dan fue nominalmente puesto a cargo de las guardias imperiales.
En 702, Wu Zetian puso a Li Dan al mando de un ejército y lo hizo prefecto de la prefectura de Bing (并州, Taiyuan moderna, Shanxi), con Wu Sansi, Wu Youning y Wei Yuanzhong como sus asistentes, aparentemente preparándose para atacar a los Tujue Orientales, pero el ejército nunca fue lanzado. Más tarde ese año, ella tuvo a Li Xian, Li Dan y la princesa Taiping presentar peticiones formales para que Zhang Changzong fuera nombrado príncipe. Ella entonces rechazó formalmente las peticiones, pero nombró a Zhang Changzong y Zhang Yizhi duques.
En 703, Li Dan fue hecho prefecto de la prefectura de Yong (雍州, Xi'an moderna, Shaanxi), la prefectura que incluía Chang'an.

## Segundo reinado del emperador Zhongzong bajo la sombra de la emperatriz Wei
En 705, Wu Zetian fue derrocada en un golpe liderado por Zhang Jianzhi, Cui Xuanwei, Huan Yanfan, Jing Hui y Yuan Shuji (Yuan era el secretario general de Li Dan, y durante el golpe, la responsabilidad de Yuan era salvaguardar a Li Dan, sugiriendo, pero no probando, que Li Dan podría haber sabido de los planes del golpe). Li Xian fue restaurado al trono, y le dio a Li Dan el título especial de Anguo Xiangwang (安國相王), literalmente «el Príncipe de Xiang que pacificó el estado». El emperador Zhongzong también le dio a Li Dan el título de Taiwei (太尉, uno de los Tres Excelencias) y lo hizo canciller con la designación de Tong Zhongshu Menxia Sanpin (同中書門下三品). Li Dan declinó ambos honores, y el emperador Zhongzong entonces ofreció nombrarlo heredero aparente, lo cual Li Dan también declinó. El emperador Zhongzong posteriormente nombró a su hijo Li Chongjun príncipe heredero.
En 707, Li Chongjun, quien no era hijo de la poderosa esposa del emperador Zhongzong Emperatriz Wei (su único hijo Li Chongrun había sido asesinado por Wu Zetian), estaba enojado porque la hija de la emperatriz Wei, Li Guo'er, la princesa Anle, y su esposo Wu Chongxun (武崇訓, hijo de Wu Sansi) lo insultaban repetidamente y estaban tratando de persuadir al emperador Zhongzong para que nombrara a Li Guo'er princesa heredera para desplazar a Li Chongjun, se levantó en rebelión y mató a Wu Sansi y Wu Chongxun. Su ataque subsiguiente al palacio, sin embargo, fue repelido, y fue muerto en la huida. Algunos de sus seguidores implicaron a Li Dan y a la princesa Taiping después de ser arrestados e interrogados. El emperador Zhongzong inicialmente tuvo al censor imperial Xiao Zhizhong a cargo de investigar a Li Dan y a la princesa Taiping, pero ante la insistencia seria de Xiao detuvo la investigación.
En 708, cuando Li Guo'er se casó de nuevo, con Wu Yanxiu (武延秀), Li Dan fue el protector ceremonial de su litera.

## Reinado del emperador Shang bajo la regencia de la emperatriz viuda Wei
El 3 de julio de 710, el emperador Zhongzong murió repentinamente—una muerte que los historiadores tradicionales creían que fue un envenenamiento llevado a cabo por la emperatriz Wei y Li Guo'er, para que la emperatriz Wei pudiera ser Emperatriz Reinante como Wu Zetian y Li Guo'er pudiera ser princesa heredera. Bajo un testamento redactado para el emperador Zhongzong por la princesa Taiping y la concubina del emperador Zhongzong consorte Shangguan Wan'er, el hijo del emperador Zhongzong por otra concubina, Li Chongmao, sería nombrado emperador, con la emperatriz Wei sirviendo como emperatriz viuda y regente, pero con Li Dan como co-regente. Este plan, sin embargo, fue opuesto y finalmente alterado a las sugerencias del primo de la emperatriz Wei Wei Wen y Zong Chuke. Después de que Li Chongmao tomó el trono (como emperador Shang), la emperatriz Wei se convirtió en emperatriz viuda y regente, mientras que Li Dan solo recibió un título enteramente ceremonial de asesor senior del príncipe heredero (太子太師, Taizi Taishi) – ya que no había príncipe heredero en ese momento.
Mientras tanto, el partido de la emperatriz viuda Wei veía a Li Dan y a la princesa Taiping como amenazas y consideraba eliminarlos. Uno de sus partidarios, Cui Riyong, temeroso de lo que pasaría si el plan fallaba, informó del plan al hijo de Li Dan (por la Consorte Dou) Li Longji, el Príncipe de Linzi. Li Longji respondió conspirando con la princesa Taiping, el hijo de la princesa Taiping, Xue Chongjian (薛崇簡), así como varios oficiales de bajo nivel cercanos a él – Zhong Shaojing, Wang Chongye (王崇曄), Liu Youqiu y Ma Sizong (麻嗣宗) – para actuar primero. Mientras tanto, los sobrinos de la emperatriz Wei, Wei Bo (韋播) y Gao Song (高嵩), quienes habían sido puestos recientemente al mando de las guardias imperiales y quienes habían intentado establecer su autoridad tratando a las guardias con dureza, habían alienado a las guardias, y los oficiales de la guardia Ge Fushun (葛福順), Chen Xuanli (陳玄禮) y Li Xianfu (李仙鳧) a partir de entonces también se unieron al complot.
Sin informar primero a Li Dan, los conspiradores se levantaron el 21 de julio, matando primero a Wei Bo, Gao y al primo de la emperatriz Wei, Wei Gui (韋璿). Luego atacaron el palacio. Cuando la emperatriz viuda Wei entró en pánico y huyó a un campamento de guardias imperiales, un guardia la decapitó. Li Guo'er, Wu Yanxiu y la poderosa dama de compañía Lady Helou también fueron asesinados. Li Longji pronto masacró a varios oficiales en la facción de la emperatriz viuda así como a su clan, mientras exhibía el cuerpo de la emperatriz viuda Wei en la calle. Li Dan tomó el control como regente, pero ante la urgencia de la princesa Taiping, Li Longji y Li Chengqi, Li Dan pronto tomó el trono del emperador Shang y nuevamente se convirtió en emperador. El emperador Shang fue reducido en rango de vuelta a Príncipe de Wen.

## Segundo reinado bajo la sombra de la princesa Taiping

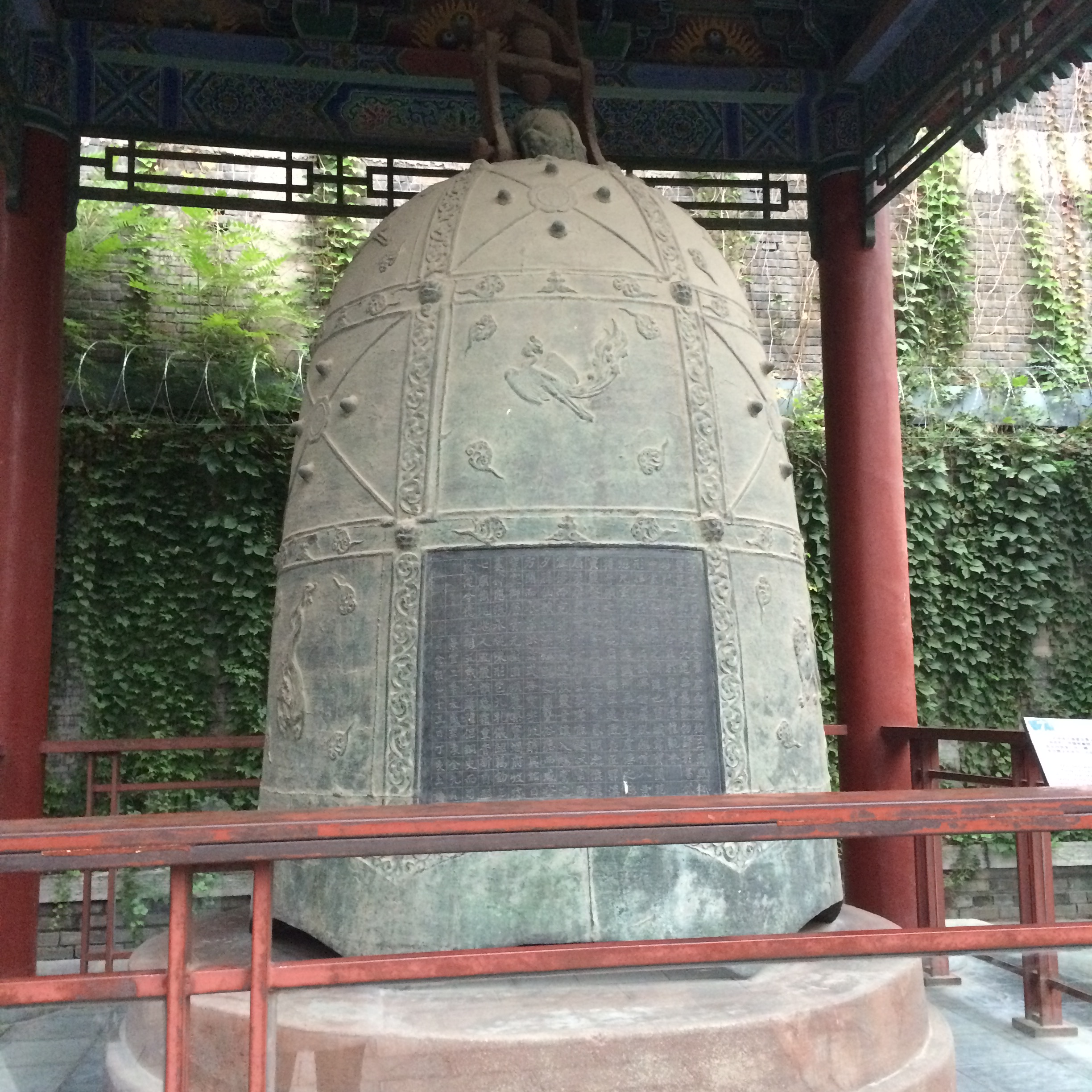
La campana Jingyun, fundida en 711, con un peso de 6,500 kg, originalmente de la torre de campanas en la capital de la dinastía Tang Chang'an.

El emperador Ruizong se enfrentó inmediatamente con la cuestión de a quién nombrar príncipe heredero—ya que Li Chengqi, como el hijo mayor en general y el hijo mayor de su esposa, era el heredero apropiado bajo los principios de sucesión confucianos, pero Li Longji había sido el que cuyos logros le habían permitido retomar el trono. Él dudó. Li Chengqi declinó consideración para ser príncipe heredero—diciendo a su padre:

Si el estado estuviera seguro, entonces se debería dar consideración primero al hijo mayor de la esposa. Si el estado estuviera en peligro, entonces se debería dar consideración primero al logro. Si no sigue este principio, la gente de todo el imperio estará decepcionada. Preferiría morir antes que ser colocado por encima del Príncipe de Ping [(es decir, Li Longji, cuyo título había sido cambiado a Príncipe de Ping en este punto)].

Li Chengqi lloró y suplicó ceder durante varios días, y tras más persuasión por el canciller Liu Youqiu – quien había sido parte de los planes de golpe de Li Longji—el emperador Ruizong estuvo de acuerdo y nombró a Li Longji príncipe heredero. Li Longji presentó una petición ofreciendo ceder a Li Chengqi, pero el emperador Ruizong la rechazó.
El emperador Ruizong revirtió muchas de las acciones del emperador Zhongzong y honró póstumamente a muchas personas que perdieron sus vidas durante los reinados de Wu Zetian y el emperador Zhongzong. Además, removió a miles de oficiales que el emperador Zhongzong había comisionado a las recomendaciones de cortesanos poderosos, sin haber sido sometidos a examen por las oficinas de examen (門下省, Menxia Sheng) y legislativa (中書省, Zhongshu Sheng) del gobierno, como era apropiado. Mientras tanto, sin embargo, con el emperador Ruizong considerado manso, la corte estaba dominada por dos facciones competidoras—de la princesa Taiping y Li Longji. De hecho, se decía que cada vez que los cancilleres llevaban propuestas al emperador Ruizong, el emperador Ruizong les preguntaba si habían consultado a la princesa Taiping y a Li Longji, y solo actuaba si los cancilleres los habían consultado. El emperador Ruizong especialmente confiaba en la princesa Taiping y dependía de su consejo para manejar los asuntos gubernamentales, y no podía ignorar sus solicitudes, incluso si la solicitud era para dañar a su enemigo. Así, la princesa Taiping tenía poder de decisión en muchos eventos serios en la corte y los asuntos del país. A menudo podía decidir la promoción o degradación de oficiales con una sola frase, por lo que los oficiales se apresuraban a complacerla. Como resultado, su posición e influencia iban más allá del emperador, y ella gobernaba su administración desde su propia casa sin restricciones. Entre los parientes de la dinastía Tang y los ministros de asuntos civiles y militares, aún había una persona que la hacía sentir aterrorizada, y esa era Li Longji. La princesa Taiping, encontrando a Li Longji no receptivo a sus influencias y con una voluntad fuerte, comenzó a difundir noticias de ofensas por Li Longji, esperando que eventualmente fuera removido. En 711, los cancilleres Yao Yuanzhi y Song Jing intentaron desactivar la situación haciendo que la princesa Taiping fuera enviada a la prefectura de Pu (蒲州, Yuncheng moderna, Shanxi) y los dos príncipes con reclamos discutiblemente mejores al trono que Li Longji—Li Chengqi y Li Shouli, el Príncipe de Bin (cuyo padre Li Xián (nota diferente tono que el emperador Zhongzong) era un hermano mayor de ambos emperadores Zhongzong y Ruizong) – fuera de la capital para servir como prefectos prefecturales, pero después de que su plan fuera descubierto por la princesa Taiping, ella se quejó enojada, y fue llamada de vuelta a la capital junto con Li Chengqi y Li Shouli. Yao y Song, acreditados con reformar el sistema de servicio civil, fueron degradados, y se decía que a partir de entonces, el sistema de servicio civil se volvió tan confuso como lo estaba durante el reinado del emperador Zhongzong.
En 712, el general Sun Quan (孫佺), el comandante en la prefectura de You (幽州, Beijing moderna), atacó agresivamente al jefe Xi Li Dabu (李大酺), y fue derrotado por Li Dabu, con la pérdida de casi todo el ejército.
Más tarde en 712, la princesa Taiping tuvo astrólogos que advirtieran al emperador Ruizong que la constelación que simbolizaba el trono imperial, Dizuo (帝座), mostraba que habría un cambio en la posición del emperador—creyendo que el emperador Ruizong sospecharía que Li Longji estaba planeando un golpe y que ella podría remover a Li Longji de esta manera. En cambio, el emperador Ruizong, razonando que el cambio en la posición del emperador podía explicarse por una transición ordenada, ofreció pasar el trono a Li Longji. La princesa Taiping se opuso fervientemente, y Li Longji inicialmente declinó, pero ante la insistencia del emperador Ruizong finalmente aceptó y tomó el trono (como emperador Xuanzong). Sin embargo, a sugerencia de la princesa Taiping, el emperador Ruizong retuvo gran parte del poder imperial como Taishang Huang (emperador retirado): el nombramiento y remoción de oficiales del tercer rango y superior (a saber: cancilleres) en la corte, la recepción de huéspedes estatales, el control militar, el poder de ejecuciones para los oficiales, el poder de toma de decisiones de asuntos militares y políticos importantes y el poder de anunciar oficialmente, determinar y rechazar las órdenes del nuevo emperador. Como resultado, sus edictos continuaron teniendo mayor fuerza que los del emperador Xuanzong; incluso el nuevo emperador tenía que obedecer sus decisiones.

## Emperador retirado bajo la sombra de la princesa Taiping

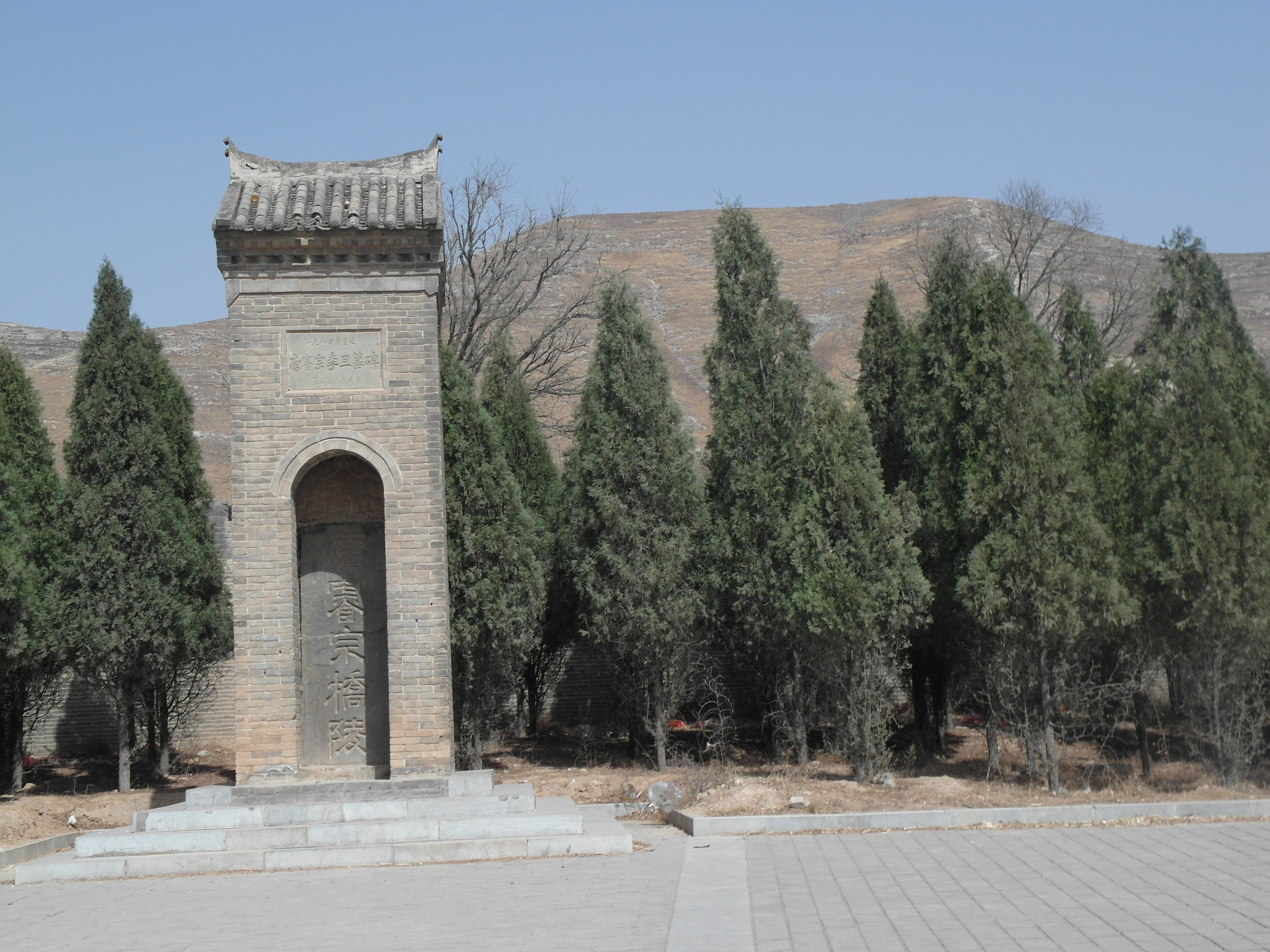
Qiaoling (橋陵), la tumba del emperador Ruizong, en el Condado de Pucheng, Shaanxi

Mientras tanto, la princesa Taiping continuó siendo altamente extremadamente influyente en los asuntos gubernamentales a través del emperador Ruizong: ella usaba su poder sin permiso, y la mayoría de los cancilleres, tropas prohibidas, oficiales y señores de la guerra eran sus asociados. (De los siete cancilleres en ese momento, cinco – Dou Huaizhen, Xiao Zhizhong, Cen Xi, Cui Shi y Lu Xiangxian – fueron hechos cancilleres a su recomendación, aunque Lu no era considerado miembro de su partido). Mientras él continuaba controlando, por supuesto, aún no podía controlar la escena de rivalidad dominada por dos facciones rivales: la guerra entre la princesa Taiping y el emperador Xuanzong se intensificó: ambos buscaban tomar el trono completo por derecho propio y buscaban eliminarse mutuamente. Liu Youqiu y el general Zhang Wei (張暐), con la aprobación del emperador Xuanzong, planearon movilizar las guardias imperiales para matar a varios de esos cancilleres—Dou, Cui y Cen. Sin embargo, después de que Zhang contara el plan al censor imperial Deng Guangbin (鄧光賓), la noticia se filtró. Liu fue arrestado, y inicialmente estaba programado para ser ejecutado. El emperador Xuanzong intercedió en su favor con el emperador Ruizong, y Liu, Zhang y Deng fueron perdonados pero exiliados.
Más tarde en 712, por la urgencia de la princesa Taiping, el emperador Ruizong decretó que el emperador Xuanzong liderara un grupo de soldados para examinar la frontera norte. Ella quería conspirar para reemplazarlo en su ausencia. Sin embargo, el grupo de soldados conscriptos fue disuelto en la primavera de 713, y el plan nunca se llevó a cabo.
Para el verano de 713, se decía que las princesas Taiping, Dou, Cen, Xiao, Cui; junto con otros oficiales Xue Ji, Li Jin (李晉), el Príncipe de Xinxing (un nieto de Li Deliang (李德良), un primo del fundador de Tang, el emperador Gaozu), Li You (李猷), Jia Yingfu (賈膺福), Tang Jun (唐晙); los generales Chang Yuankai (常元楷), Li Ci (李慈) y Li Qin (李欽); y el monje Huifan, estaban conspirando para derrocar al emperador Xuanzong. Además, se decía que discutieron, con la dama de compañía Lady Yuan, envenenar el gastrodia elata que el emperador Xuanzong tomaba rutinariamente como afrodisíaco. Cuando este supuesto complot fue reportado al emperador Xuanzong por Wei Zhigu, el emperador Xuanzong, quien ya había recibido consejos de Wang Ju (王琚), Zhang Shuo y Cui Riyong para actuar primero, lo hizo. Convocó una reunión con sus hermanos Li Fan (李範), el Príncipe de Qi, Li Ye (李業), el Príncipe de Xue, Guo Yuanzhen, junto con varios de sus asociados—el general Wang Maozhong (王毛仲), los oficiales Jiang Jiao (姜皎) y Li Lingwen (李令問), su cuñado Wang Shouyi (王守一), el eunuco Gao Lishi, y el oficial militar Li Shoude (李守德)—y decidió actuar primero. El 29 de julio, el emperador Xuanzong tuvo a Wang Maozhong tomar 300 soldados al campamento de la guardia imperial para decapitar a Chang y Li Ci. Luego, Jia, Li You, Xiao y Cen fueron arrestados y ejecutados también. Dou huyó a un cañón y se suicidó ahorcándose. Xue Ji fue obligado a suicidarse. Cuando el emperador Ruizong se enteró de esto, rápidamente ascendió a la torre en la Puerta Chengtian (承天門) para averiguar qué estaba pasando. Guo le informó de las intenciones del emperador Xuanzong, y el emperador Ruizong se sintió obligado a confirmar las acciones del emperador Xuanzong en un edicto. Al día siguiente, el emperador Ruizong emitió un edicto transfiriendo todas las autoridades al emperador Xuanzong y se mudó a un palacio secundario, el Salón Baifu (百福殿). Mientras tanto, la princesa Taiping, al enterarse de lo que había pasado con sus asociados y la transferencia de toda la autoridad del emperador Ruizong al emperador Xuanzong, se encontró sin poder y sin defensa en una lucha de poder sin la autoridad de su hermano y sin sus aliados, y huyó a un templo en las montañas, apareciendo solo tres días después. El emperador Xuanzong ordenó que se suicidara en casa, e impuso la muerte a sus hijos y asociados, excepto a Xue Chongjian. Se decía que, cuando el emperador Ruizong estaba en el Salón Baifu, la única persona que lo atendía regularmente era la hija del emperador Xuanzong, la princesa Shouchun. Con la muerte de la princesa Taiping, el Tesoro confiscó su propiedad, de la cual se decía que rodeaba toda la tierra más fértil y tenía el mejor ganado alrededor de la capital y en cada provincia del imperio, y que contaba con tantos tesoros que superaban el ingreso anual total del imperio.
En 716, el emperador Ruizong murió en el Salón Baifu. Fue consagrado en el templo imperial, junto con la madre del emperador Xuanzong, la Consorte Dou, quien fue honrada póstumamente como emperatriz. El emperador Xuanzong permitió a su hija, la princesa Wan'an, convertirse en monja taoísta para buscar bendiciones para el emperador Ruizong.

## Cancilleres durante el reinado

### Primer reinado
- Liu Rengui (684–685)
- Pei Yan (684)
- Guo Daiju (684)
- Cen Changqian (684–690)
- Wei Xuantong (684–689)
- Liu Jingxian (684)
- Wei Hongmin (684)
- Wang Dezhen (684–685)
- Liu Yizhi (684–687)
- Wu Chengsi (684, 685, 689–690)
- Li Jingchen (684)
- Qian Weidao (684–685, 688)
- Shen Junliang (684–685)
- Cui Cha (684–685)
- Wei Fangzhi (684–690)
- Wei Siqian (685–687)
- Pei Judao (685–690)
- Su Liangsi (685–690)
- Wei Daijia (685–689)
- Zhang Guangfu (687–689)
- Wang Benli (688–690)
- Fan Lübing (689–690)
- Xing Wenwei (689–690)
- Wu Youning (690)

### Segundo reinado
- Wei Anshi (710, 711)
- Tang Xiujing (710)
- Li Jiao (710)
- Su Gui (710)
- Zhang Renyuan (710)
- Zhang Xi (710)
- Pei Tan (710)
- Cen Xi (710, 712)
- Liu Youqiu (710–711, 711–712)
- Zhong Shaojing (710)
- Li Longji (710)
- Li Rizhi (710–711)
- Xue Ji (710)
- Yao Yuanzhi (710–711)
- Wei Sili (710)
- Xiao Zhizhong (710)
- Zhao Yanzhao (710)
- Cui Shi (710, 711–712)
- Cui Riyong (710)
- Song Jing (710–711)
- Li Chengqi (710)[Nota 2]
- Guo Yuanzhen (711)
- Zhang Shuo (711)
- Dou Huaizhen (711, 712)
- Lu Xiangxian (711–712)
- Wei Zhigu (711–712)

## Familia

### Consortes y descendencia
- Emperatriz Suming, del clan Liu de Pengcheng (肅明皇后 彭城劉氏/肃明皇后 彭城刘氏; f. 693).
  - Li Xian, emperador Rang (讓皇帝 李憲／让皇帝 李宪; 679–742), primer hijo.
  - Princesa Shouchang (壽昌公主／寿昌公主), primera hija.
    - Casada con Cui Zhen de Boling (博陵 崔珍).[15]

  - Princesa Dai (代国公主; 689–734), nombre personal Hua (華/华), nombre de cortesía Huawan (华婉), cuarta hija.
    - Casada con Zheng Wanjun de Xingyang, Duque Xingyang (滎陽 鄭萬鈞／荥阳 荥阳公郑万钧) en 705, y tuvo descendencia (dos hijos, cuatro hijas).
- Emperatriz Zhaocheng, del clan Dou de Henan (昭成皇后 河南竇氏／河南窦氏; f. 693), prima segunda.
  - Li Longji, Xuanzong (玄宗 李隆基; 685–762), tercer hijo
  - Princesa Jinxian (金仙公主; 689–732), octava hija.
  - Princesa Yuzhen (玉真公主; f. 762), nombre personal Chiying (持盈), novena hija.
- Consorte Noble, del clan Cui de Qinghe (貴妃 清河崔氏/贵妃 清河崔氏; f. 691),
  - Li Fan, Príncipe Heredero Huiwen (惠文皇太子 李范; 686–726), cuarto hijo.
  - Princesa Xi (鄎国公主; 689–725), séptima hija.
    - Casada con Xue Jing de Hedong, Duque Fenyin (河東 薛儆／河东 汾阴公薛儆; 689–720), y tuvo descendencia (cuatro hijos, cinco hijas).
    - Casada con Zheng Xiaoyi de Xingyang (滎陽 鄭孝義/荥阳 郑孝义) en 720.
- Consorte Virtuosa, del clan Wang de Taiyuan (德妃 太原王氏).
  - Li Ye, Príncipe Heredero Huixuan (惠宣皇太子 李業/李业; 686–734), quinto hijo.
  - Princesa Huaiyang (淮陽公主/淮阳公主; 686–704), nombre personal Huashan (花山), tercera hija.
    - Casada con Wang Chengqing de Langya, Duque Linyi (瑯琊 王承慶／临沂公王承庆; f. 717) en 702, y tuvo descendencia (una hija).

  - Princesa Liang (涼国公主; 687–724), nombre personal Nou (㝹), quinta hija.
    - Casada con Xue Boyang de Hedong, Duque Anyi (河東 薛伯陽/河东 薛伯阳; f. 713), un hijo de Xue Ji, y tuvo descendencia (un hijo).
    - Casada con Wen Xi (溫曦/温曦) en 713, y tuvo descendencia (un hijo).
- Consorte Noble, del clan Doulu (貴妃 豆盧氏／贵妃豆卢氏, 661 – 740).
- Consorte Hábil, del clan Wang de Taiyuan (賢妃/贤妃; 太原王氏), nombre personal Fangmei (芳媚)
- Dama, del clan Liu de Hedong (宮人 河東柳氏／河东柳氏).
  - Li Hui, Príncipe Heredero Huizhuang (惠莊皇太子 李㧑／惠庄皇太子 李㧑; f. 724), segundo hijo.
- Desconocida.
  - Li Longti, Príncipe Sui (隋王 李隆悌; 692–702), sexto hijo.
  - Princesa Anxing Zhaohuai (安興昭懷公主／安兴昭怀公主; f. 692), segunda hija.
  - Princesa Xue (薛国公主).
    - Casada con Wang Shouyi de Taiyuan, Duque Qi (太原 王守一; f. 723), y tuvo descendencia (una hija).
    - Casada con Pei Xun de Hedong, Duque Wei (河東 裴巽／河东 裴巽; 672–726) en 723 y tuvo descendencia (una hija)

  - Princesa Huo (霍公主; f. 756).
    - Casada con Pei Xuji de Hedong (河東 裴虛己／河东 裴虚己)

## En la ficción y la cultura popular
- Interpretado por Lee Lung Kei en Deep in the Realm of Conscience (2018).
- Interpretado por Wang Tao y Yuan Shilong en Palace of Desire (2000).